# Aktive Erholung
Aktive Erholung ist ein Puppentrickfilm des DEFA-Studios für populärwissenschaftliche Filme von Kurt Weiler aus dem Jahr 1964.

## Handlung
Auf dem Friedhof wird der 45-jährige Karl August Otto beerdigt. Der Teufel, als Trauerredner verkleidet, erwähnt, dass der Tote einen schönen Erfolg für die Kampagne „Durch bewegungsarmes Leben zum frühen Tod“ darstellt. Die Kurve der Herz- und Kreislaufstörungen steigt ständig an. Er ruft alle Menschen auf, jede körperliche Bewegung zu vermeiden und nicht zu vergessen, die Nerven zu überreizen, dann werden sie auch bald einen Platz auf einem Friedhof finden.
Doch es gibt auch Leute, die nicht auf den Teufel hören wollen. So erlebt er, dass jemand einfach das Auto stehen lässt, um mit dem Fahrrad nach Hause zu fahren, und dann auch noch vor dem Fernsehgerät die angebotenen sportlichen Übungen mitmacht. Solche Leute bringen den Teufel selbst ins Grab.

Die Geschichte endet mit dem Kommentar:

„Wer bastelt, seinen Garten harkt / Schütz sich vor einem Herzinfarkt. / Erholung ist für jeden wichtig / Noch wichtiger : erhol dich richtig.“

## Produktion
Aktive Erholung wurde im Auftrag des Deutschen Hygiene-Museums Dresden auf Agfa Wolfen gedreht und hatte am 26. Juni 1964 seine Kinopremiere.
Die Puppenführung und das Szenarium gestaltete Kurt Weiler, während die Dramaturgie in den Händen von Irmgard Ritterbusch lag. 